# Malkah Rabell
Malkah Rabell, llamada Regina Rosa Rabinowicz Companiez, (Varsovia , Polonia, 29 de octubre de 1918  -  Ciudad de México, 25 de junio de 2001) fue una crítica teatral, novelista y escritora polaca radicada en México.  

## Biografía
Sus padres fueron un director de escena y una actriz del grupo Companiez  que presentaba operetas.  Llegó a México con su familia en 1937 y posteriormente vivió en Argentina entre 1946 y 1958, cuando regresó a México definitivamente para colaborar en diversos periódicos de circulación nacional, destacándose su actividad como crítica teatral que ejerció, como ella llegó a mencionar, “con una disciplinada permanencia”.  desde finales de los años 60 y por más de 20 años, creando así su columna Se alza el telón. No sólo escribió sobre teatro, también sobre danza, música, plástica mexicana y dedicó semblanzas a diversos escritores, músicos, y filósofos. De su actividad periodística relacionada con el teatro, Malkah publicó Teatro judío moderno, Decenio de teatro en México 1975-1985, y Luz y sombra del antiteatro, además de escribir sobre el periodismo como “ese microbio de la literatura”  pues consideraba en 1970 que la crítica teatral estaba lejos de ser considerada un arte cuando implicaba un esfuerzo, dedicación y disciplina como escritor. Sentía un gran compromiso al realizar la crítica o la crónica teatral, pues al valorar las puestas en escena emitió juicios de los que después se arrepentía por lo que procuraba asistir a varias funciones durante la temporada pagando siempre sus entradas para considerar otras perspectivas del montaje, tomando en cuenta, por ejemplo, los cambios en el elenco. También valoró los trabajos y conferencias de otros colegas suyos tanto en semblanzas como en las reseñas de encuentros de crítica teatral.
Malkah, en tanto espectadora-escritora y periodista abarcó los géneros de crítica, crónica, reseña, artículo de fondo, entrevista e incluso recomendaciones teatrales y culturales. Así, como periodista teatral y cultural es generadora de documentos escritos de y para las artes escénicas. Con la revisión de sus artículos publicados Malkah elaboraba su evaluación anual del teatro en México, actividad que ella también cuantificaba con los programas de mano que reunió de los montajes a los que asistió. 
Malkah recopiló sus artículos publicados como parte de su actividad diaria. Recortaba sus artículos del cuerpo del periódico guardándolos en carpetas que modificó según sus necesidades de publicación. Poco antes de su muerte el acervo personal de Malkah Rabell fue donada al CITRU por su sobrina Paloma Woolrich. está conformado por sus más de 3,500 notas de prensa* recopiladas por Malkah, de los cuales 2524 están relacionados con la actividad teatral en México. También hay manuscritos y mecanuscritos de sus artículos, programas de mano y documentos personales.
- Véase https://criticateatral2021.org/html/3cri_Mal1.html

## Publicaciones

### Novela
- En el umbral de los ghettos. Prólogo José Revueltas. México. 1945. 222 p.
- Tormenta sobre el Plata. Buenos Aires, Editorial Periplo. 1957. 210 p.
- El niño que cantaba bien. Fragmento publicado en Tribuna Israelita, Año XXI. No. 255. México. Julio 1965.

### Traducciones
- Demencia y muerte del teatro. Rene Giraudon. Traducción Malkah Rabell. México. Extemporáneos 1972. 142 p.
- Sociología y destino del teatro. Hacia un teatro humanista. Jean Richard Bloch. Traducción del francés Malkah Rabell. Buenos Aires. Siglo Veinte. Col. Panorama no.2. 1957. 76 p.
- El teatro en la vida. Nicolás Evreinov. Traducción Malkah Rabell. Buenos Aires. Leviatán, Buenos Aires,  1956, 220 p.
- Teatro: construcción dramática. Actuación. Dirección. Escenografía. Iluminación. Estilos. Crítica teatral.  Naftole Bujvald. Traducción del yiddish, Malkah Rabell. Buenos Aires. Aporte. 1959, 203 p.

### Ensayo y antologías.
- Decenio de Teatro 1975-1985. México, El Día en Libros. Sociedad Cooperativa Publicaciones Mexicanas,1986, 224 p.
- Luz y Sombra del Anti-teatro. México. UNAM. Dirección General de Difusión Cultural. 1970, 85 p.
- ¿Por qué ríe la gente?. México, SEP, Subsecretaría de Asuntos Culturales, cuadernos de Lectura Popular, Serie La honda del espíritu 98. 1967. 58 p.
- El teatro judío moderno.  México, UNAM, Textos del Teatro de la Universidad de México, 1965, 98 p.
- Se Alza el Telón. Número Monográfico de El Gallo Ilustrado, Periódico El Día, Domingo 13 de octubre de 1996.
- Voces en el tiempo. México, CONACULTA, Serie Periodismo Cultural. 1997. 175 p.